# Marín (Pontevedra)
Pour les articles homonymes, voir Marín.
Marín est une commune et une ville espagnole, située dans la communauté autonome de Galice. Bien que rattachée administrativement à la comarque de Morrazo, Marín est intégrée de fait, dans l'aire urbaine de Pontevedra. 

## Géographie
Marín, située tout près de Pontevedra, est dotée d'un port et les plages de Portocelo, Mogor et Aguete en font une destination touristique.

## Histoire

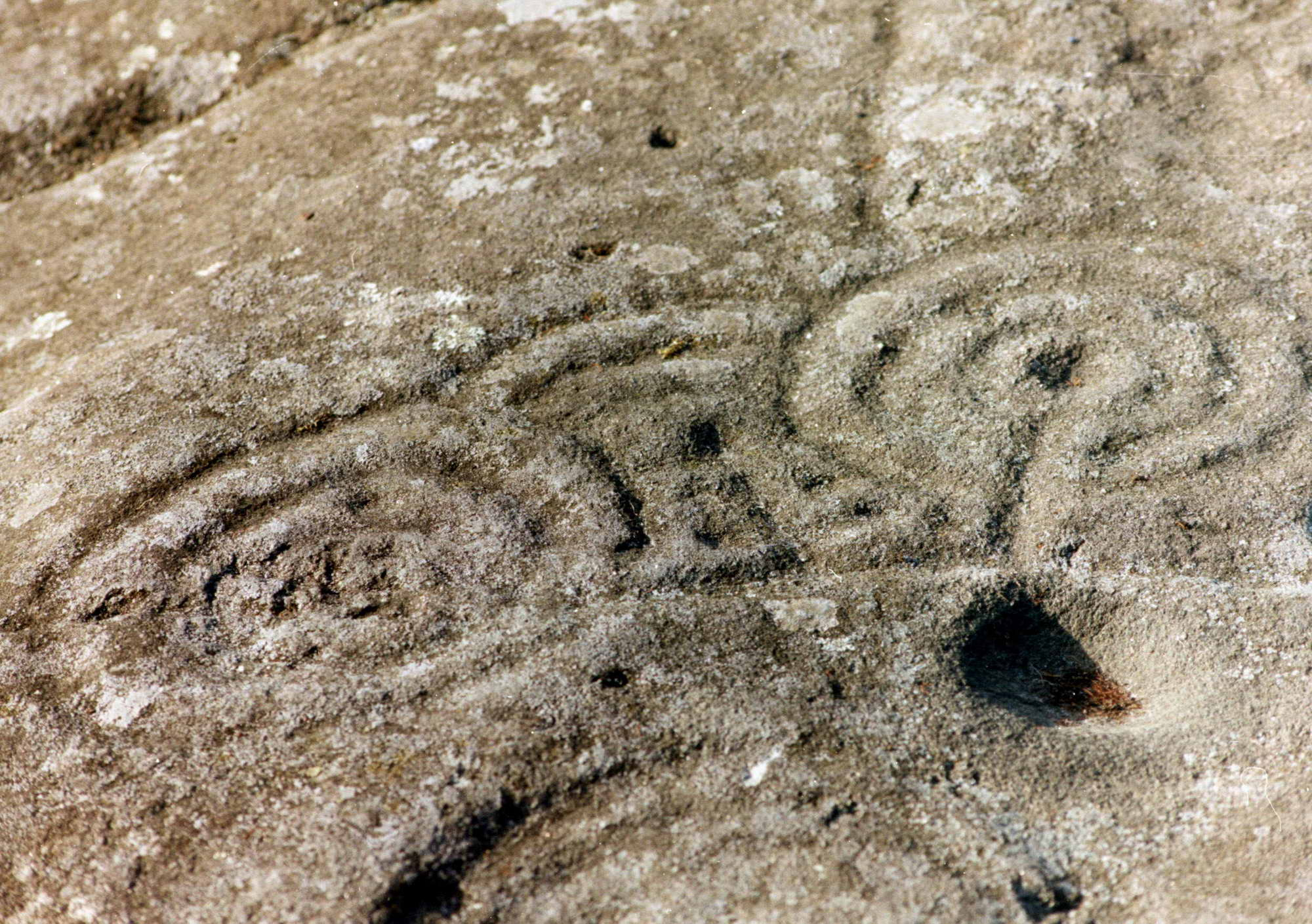
Pétroglyphes de Mogor, commune de Marín, en Galice

La ville s'est appelé San Xiao de Ancorados. Elle a fait partie pendant un temps du domaine du monastère Sainte-Marie d'Oseira. 

## Économie

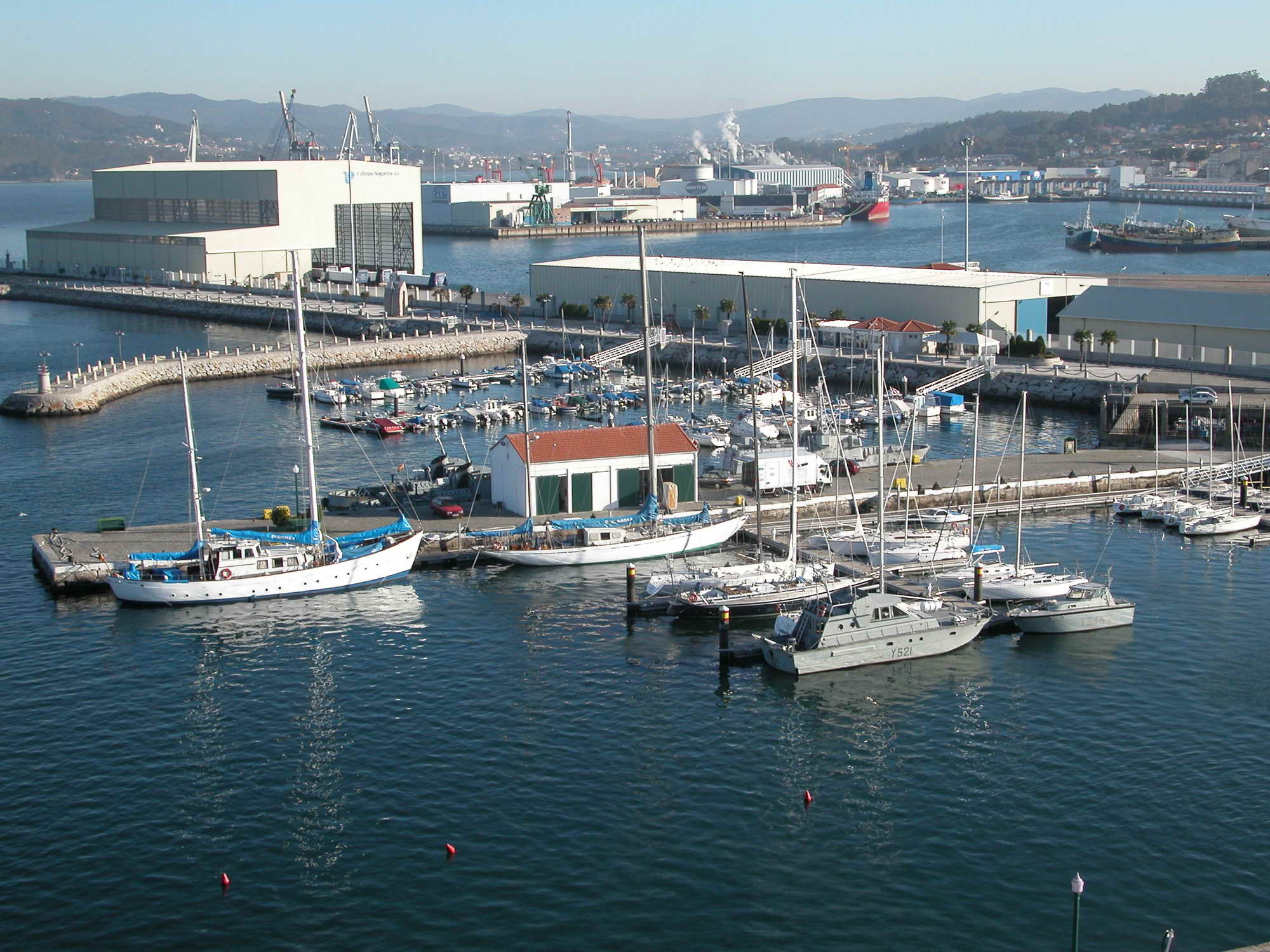
Le port

L'activité principale de la ville est la pêche et son port de pêche (42° 24′ N, 8° 42′ W) est le plus important d'Espagne en la matière, devançant ceux de Vigo et de La Corogne. Le trafic de l'année 2002 est chiffré à 2 millions de tonnes de poisson. 
Cette situation résulte, d'après les professionnels, de la profondeur des eaux et de la facilité d'entrée des bateaux, ces facteurs amenant la sécurité nécessaire, y compris par temps de tempête. L'actuel président du port est José Benito Suárez Costa.

## Patrimoine
Marín, à l'instar de la comarque de Morrazo est riche en dolmens et gravures rupestres.
- Dolmen de Chan da Armada
- Pétroglyphes de Mogor